# 카이고
카이고(Kygo, 1991년 9월 11일 ~ )는 노르웨이의 DJ, 음악 프로듀서이다.

## 음반 목록

### 정규 앨범
- Cloud Nine (2016)
- Kids in love (2017)
- “Golden Hour” (2020)